# Los Pinos, La Independencia
Los Pinos är en ort i Mexiko.   Den ligger i kommunen La Independencia och delstaten Chiapas, i den sydöstra delen av landet, 800 km öster om huvudstaden Mexico City. Los Pinos ligger 1 498 meter över havet och antalet invånare är 112.
Terrängen runt Los Pinos är huvudsakligen platt, men österut är den kuperad. Los Pinos ligger nere i en dal. Runt Los Pinos är det ganska glesbefolkat, med 43 invånare per kvadratkilometer. Närmaste större samhälle är Las Margaritas, 10,9 km norr om Los Pinos. I omgivningarna runt Los Pinos växer huvudsakligen savannskog.